# Мартин Фаулър
Мартин Фаулър (на английски: Martin Fowler) е английски автор и публицист в сферата на компютърно програмиране, по-специално в областта на прилагането на модели, UML, и гъвкавите методологии за създаване на софтуер (SCRUM, Rationale Unified Process, Agile). Неговите статии и книги са използвани като учебни помагала от редица университети по цял свят.
Фаулър е роден в Уолсол, Англия през 1963 г. Започва работа в програмирането в началото на 80-те години на миналия век. Автор е на 6 книги. От 2000 година заема поста водещ изследовател в компанията ThoughtWorks, занимаваща се с интегриране на системи и работеща като консултант. Като член на Agile Alliance участва в изготвянето на „Manifesto for Agile Software Development“.